# Grèce aux Jeux olympiques d'été de 2012
La Grèce participe aux Jeux olympiques d'été de 2012 à Londres au Royaume-Uni du 27 juillet au 12 août 2012. Il s'agit de sa 27e participation à des Jeux olympiques d'été.
La Grèce envoie 105 sportifs, la plus petite délégation en vingt ans. Elle comprend 66 hommes et 39 femmes. L'objectif du comité est de rapporter plus de médailles qu'à Pékin où la Grèce avait remporté quatre médailles.

## Médaillés
| Médaille | Nom                                    | Sport  | Compétition                        | Date     |
| -------- | -------------------------------------- | ------ | ---------------------------------- | -------- |
| Bronze   | Ilías Iliádis                          | Judo   | Moins de 90 kg hommes              | 1er août |
| Bronze   | Christína Yazitzídou Alexándra Tsiávou | Aviron | Deux de couple poids légers femmes | 4 août   |

## Athlétisme
Le 25 juillet 2012, Paraskevi Papachristou, qualifiée en triple saut, est exclue par le comité olympique grec en raison d'une plaisanterie raciste sur un réseau social. Le 26 juillet 2012, le sauteur en hauteur Dimitrios Chondrokoukis annonce qu'il quitte la compétition après avoir été testé positif à un contrôle antidopage.

## Aviron

### Hommes
| Athlète                                                                 | Compétition                 | Séries | Séries | Repêchage | Repêchage | Quarts de finale | Quarts de finale | Demi-finales | Demi-finales | Finales | Finales |
| Athlète                                                                 | Compétition                 | Temps  | Rang   | Temps     | Rang      | Temps            | Rang             | Temps        | Rang         | Temps   | Rang    |
| ----------------------------------------------------------------------- | --------------------------- | ------ | ------ | --------- | --------- | ---------------- | ---------------- | ------------ | ------------ | ------- | ------- |
| Apóstolos Gountoúlas Nikolaos Gkountoulas                               | Deux sans barreur           |        |        |           |           | NC               | NC               |              |              |         |         |
| Panayótis Magdanís Eleftherios Konsolas                                 | Deux de couple poids légers |        |        |           |           | NC               | NC               |              |              |         |         |
| Ioánnis Chrístou Stergios Papachristos Ioannis Tsilis Georgios Tziallas | Quatre sans barreur         |        |        |           |           | NC               | NC               |              |              |         |         |

### Femmes
| Athlète                                | Compétition                 | Séries | Séries | Repêchage | Repêchage | Quarts de finale | Quarts de finale | Demi-finales | Demi-finales | Finales | Finales |
| Athlète                                | Compétition                 | Temps  | Rang   | Temps     | Rang      | Temps            | Rang             | Temps        | Rang         | Temps   | Rang    |
| -------------------------------------- | --------------------------- | ------ | ------ | --------- | --------- | ---------------- | ---------------- | ------------ | ------------ | ------- | ------- |
| Christína Yazitzídou Alexándra Tsiávou | Deux de couple poids légers |        |        |           |           | NC               | NC               |              |              |         |         |

## Cyclisme

### Cyclisme sur route
| Athlète            | Compétition            | Temps         | Rang |
| ------------------ | ---------------------- | ------------- | ---- |
| Ioánnis Tamourídis | Course en ligne hommes | 5 min 58 s 24 | 110e |

### Cyclisme sur piste
Vitesse
| Athlète           | Compétition                 | Qualification | Séries                   | Quarts de finale         | Demi-finales             | Finale                   | Finale |
| Athlète           | Compétition                 | Temps Vitesse | Adversaire Temps Vitesse | Adversaire Temps Vitesse | Adversaire Temps Vitesse | Adversaire Temps Vitesse | Rang   |
| ----------------- | --------------------------- | ------------- | ------------------------ | ------------------------ | ------------------------ | ------------------------ | ------ |
| Zafíris Volikákis | Vitesse individuelle hommes |               |                          |                          |                          |                          |        |

Keirin
| Athlète            | Compétition   | 1er tour | Repêchage | 2e tour | Finale |
| Athlète            | Compétition   | Rang     | Rang      | Rang    | Rang   |
| ------------------ | ------------- | -------- | --------- | ------- | ------ |
| Chrístos Volikákis | Keirin hommes |          |           |         |        |

### VTT
| Athlète        | Compétition              | Temps | Rang |
| -------------- | ------------------------ | ----- | ---- |
| Periklís Ilías | Cross-country VTT hommes |       |      |

## Escrime

### Femmes
| Athlète             | Compétition      | 1/32 de finale   | 1/16 de finale   | 1/8 de finale    | Quarts de finale | Demi-finales     | Finale           | Finale |
| Athlète             | Compétition      | Adversaire Score | Adversaire Score | Adversaire Score | Adversaire Score | Adversaire Score | Adversaire Score | Rang   |
| ------------------- | ---------------- | ---------------- | ---------------- | ---------------- | ---------------- | ---------------- | ---------------- | ------ |
| Vassilikí Vouyioúka | Sabre individuel |                  |                  |                  |                  |                  |                  |        |

## Gymnastique

### Artistique

#### Hommes
| Athlète              | Compétition | Appareils | Appareils | Appareils | Appareils | Appareils | Appareils | Qualification | Qualification | Appareils | Appareils | Appareils | Appareils | Appareils | Appareils | Finale | Finale |
| Athlète              | Compétition | S         | CA        | A         | SC        | BP        | BF        | Total         | Rang          | S         | CA        | A         | SC        | BP        | BF        | Total  | Rang   |
| -------------------- | ----------- | --------- | --------- | --------- | --------- | --------- | --------- | ------------- | ------------- | --------- | --------- | --------- | --------- | --------- | --------- | ------ | ------ |
| Vlásios Máras        | Individuel  |           |           |           |           |           |           |               |               |           |           |           |           |           |           |        |        |
| Vassílios Tsolakídis | Individuel  |           |           |           |           |           |           |               |               |           |           |           |           |           |           |        |        |

#### Femmes
| Athlète           | Compétition | Appareils | Appareils | Appareils | Appareils | Qualification | Qualification | Appareils | Appareils | Appareils | Appareils | Finale | Finale |
| Athlète           | Compétition | S         | SC        | BA        | P         | Total         | Rang          | S         | SC        | BA        | P         | Total  | Rang   |
| ----------------- | ----------- | --------- | --------- | --------- | --------- | ------------- | ------------- | --------- | --------- | --------- | --------- | ------ | ------ |
| Vasilikí Milloúsi | Individuel  |           |           |           |           |               |               |           |           |           |           |        |        |

### Rythmique
| Athlète                                                                                          | Compétition | Qualification | Qualification       | Qualification | Qualification | Finale    | Finale              | Finale | Finale |
| Athlète                                                                                          | Compétition | 5 ballons     | 3 rubans 2 cerceaux | Total         | Rang          | 5 ballons | 3 rubans 2 cerceaux | Total  | Rang   |
| ------------------------------------------------------------------------------------------------ | ----------- | ------------- | ------------------- | ------------- | ------------- | --------- | ------------------- | ------ | ------ |
| Eleni Doika Alexia Kyriazi Evdokia Loukagou Stavroula Samara Vasileia Zachou Marianthi Zafeiriou | Par équipes |               |                     |               |               |           |                     |        |        |

## Judo
| Athlète              | Compétition           | 1/16 de finale      | 1/8 de finale       | Quarts de finale    | Demi-finales        | Repêchage 1         | Repêchage 2         | Finale              | Finale |
| Athlète              | Compétition           | Adversaire Résultat | Adversaire Résultat | Adversaire Résultat | Adversaire Résultat | Adversaire Résultat | Adversaire Résultat | Adversaire Résultat | Rang   |
| -------------------- | --------------------- | ------------------- | ------------------- | ------------------- | ------------------- | ------------------- | ------------------- | ------------------- | ------ |
| Ilías Iliádis        | Moins de 90 kg hommes |                     |                     |                     |                     |                     |                     |                     |        |
| Ioulietta Boukouvala | Moins de 57 kg femmes |                     |                     |                     |                     |                     |                     |                     |        |

## Tennis de table

### Hommes
| Athlète            | Compétition | Tour préliminaire | 1er tour         | 2e tour          | 3e tour          | 4e tour          | Quarts de finale | Demi-finales     | Finale           | Finale |
| Athlète            | Compétition | Adversaire Score  | Adversaire Score | Adversaire Score | Adversaire Score | Adversaire Score | Adversaire Score | Adversaire Score | Adversaire Score | Rang   |
| ------------------ | ----------- | ----------------- | ---------------- | ---------------- | ---------------- | ---------------- | ---------------- | ---------------- | ---------------- | ------ |
| Panayiótis Ghiónis | Simple      |                   |                  |                  |                  |                  |                  |                  |                  |        |
| Kalínikos Kreánga  | Simple      |                   |                  |                  |                  |                  |                  |                  |                  |        |

## Tir

### Hommes
| Athlète             | Compétition | Qualification | Qualification | Finale | Finale |
| Athlète             | Compétition | Points        | Rang          | Points | Rang   |
| ------------------- | ----------- | ------------- | ------------- | ------ | ------ |
| Nikolaos Mavromatis | Skeet       |               |               |        |        |
| Efthimios Mitas     | Skeet       |               |               |        |        |

### Femmes
| Athlète      | Compétition                  | Qualification | Qualification | Finale | Finale |
| Athlète      | Compétition                  | Points        | Rang          | Points | Rang   |
| ------------ | ---------------------------- | ------------- | ------------- | ------ | ------ |
| Athina Douka | Pistolet à 10 m air comprimé |               |               |        |        |

## Tir à l'arc
| Athlète          | Compétition       | Tour préliminaire | Tour préliminaire | 1er tour         | 2e tour          | 3e tour          | Quarts de finale | Demi-finales     | Finale           | Finale |
| Athlète          | Compétition       | Score             | Rang              | Adversaire Score | Adversaire Score | Adversaire Score | Adversaire Score | Adversaire Score | Adversaire Score | Rang   |
| ---------------- | ----------------- | ----------------- | ----------------- | ---------------- | ---------------- | ---------------- | ---------------- | ---------------- | ---------------- | ------ |
| Evangelía Psárra | Individuel femmes |                   |                   |                  |                  |                  |                  |                  |                  |        |

## Volley-ball

### Beach-volley
| Athlète                              | Compétition     | Tour préliminaire                                                      | Classement | Rattrapage        | Huitièmes de finale | Quarts de finale  | Demi-finales      | Finale            | Finale |
| Athlète                              | Compétition     | Adversaires Score                                                      | Classement | Adversaires Score | Adversaires Score   | Adversaires Score | Adversaires Score | Adversaires Score | Rang   |
| ------------------------------------ | --------------- | ---------------------------------------------------------------------- | ---------- | ----------------- | ------------------- | ----------------- | ----------------- | ----------------- | ------ |
| Maria Tsiartsiani Vassilikí Arvaníti | Tournoi féminin | Poule B Kuhn – Zumkehr (SUI) Vasina – Vozakova (RUS) Xue – Zhang (CHN) |            |                   |                     |                   |                   |                   |        |